# 苏联民兵
苏联民兵（俄语：Милиция，羅馬化：Militsiya，又译：民警、国民自卫军、人民武装组织）是苏联的警察部队。可以指为保护企业和运输通讯免受非法侵占和火灾、维持群众活动秩序、预防和制止相关领土内的违法行为而创建的准军事民兵组织。
苏联在十月革命前后废除沙俄警察制度，用来执行维持秩序和安全的职能。二战后的东欧社会主义国家（东德除外）也以此称呼执法部门。
1991年苏联解体后，俄罗斯仍然延续民兵制度，直至2011年2月7日为止，俄罗斯联邦总统德米特里·梅德韦杰夫签署批准，俄罗斯警察系统重组。

## 历史
1871年巴黎公社的报纸中重新出现了一词，意为“取代警察的公共秩序代理人”。巴黎公社废除地区警察，并由国民自卫军的预备营负责确保秩序和公民的安全。
卡尔·马克思在他的著作中曾提到国民自卫军队中央委员会在3月22日呼吁中巴黎公社做出的最重要的决定：“自9月4日以来，共和国首次从其政府的手中解放出来。......保护政府免受公民的侵害”。该报称国民自卫军为警察部队。马克思对巴黎公社在反腐败方面的作用表示欢欣鼓舞，他认为，巴黎公社为了消除“国家和国家机关由社会公仆变为社会主人”所引起的腐败，“……特别是公社已经证明：‘工人阶级不能简单地掌握现成的国家机器，并运用它来达到自己的目的。’……”，应该采取了可靠的办法，‘能防止人们去追求升官发财”。“……公社的第一个法令就是废除常备军而用武装的人民来代替它。……”“……一向作为中央政府的工具的警察，立刻失去了一切政治职能，而变为公社的随时可以撤换的负责机关。其他各行政部门的官吏也是一样。从公社委员起，自上至下一切公职人员，都只应领取相当于工人工资的薪金。国家高级官吏所享有的一切特权以及支付给他们的办公费，都随着这些官吏的消失而消失了。……公社在废除了常备军和警察这两种旧政府物质权力的工具以后，立刻着手摧毁精神压迫的工具，即僧侣势力……法官已失去其表面的独立性……他们今后应该由选举产生，对选民负责，并且可以撤换。……”
在政权建设方面，废除旧军队、旧警察，取消资产阶级的法庭和议会，代之以国民自卫军，并建立了工人阶级自己的治安、司法和立法机构；还规定公职人员由民主选举产生，人民有权监督和罢免。在社会经济方面，没收逃亡资本家的工厂，交给工人合作社管理，监督铁路运输和军需生产；规定公职人员的薪金不得超过工人的最高工资即年薪6000法郎等。但是，公社没有接管法兰西银行，也没有同外省的革命者取得联系，更没有发动广大农民，造成后来财政拮据，孤军奋战。 
用武装民众的国民自卫军取代常备军、警察部队的想法，在欧洲左翼革命者圈子里得到长期传播，包括恩格斯。1905年俄国革命，也宣布从武装群众中创建民兵。
1917年俄国二月革命后，民众动乱和旧警察队伍未经事先安排解散背景下，克伦斯基临时政府分别于1917年3月6日和1917年3月10日做出决定，解散沙俄独立宪兵团和警察局，建立民兵制度维护治安成为合理的选择。但在双头统治局面下，创建了彼得格勒市杜马民兵和彼得格勒工兵苏维埃的工人民兵。临时政府废除了旧内务部下的警察部，并宣布取代旧警察的首先是“公共警察”，后来临时政府在1917年4月30日颁布法令，成立“民兵组织，民选出领导，隶属于地方自治组织的政府机构”。这种民兵的原型就是彼得格勒民兵，是由彼得格勒工兵苏维埃于1917年3月7日关于统一“学生”民兵（即军事技术援助委员会，所谓的学生民兵，由8000名大学生和教授组成）、“城市（杜马）”民兵和工人民兵的决定而成立的统一的彼得格勒民兵。列宁当时在瑞士写了一系列文章评论了这一历史进展
列宁在《国家与革命》中写：

民主是国家形式，是国家形态的一种。因此，它同任何国家一样，也是有组织有系统地对人们使用暴力，这是一方面。但另一方面，民主意味着在形式上承认公民一律平等，承认大家都有决定国家制度和管理国家的平等权利。而这一点又会产生如下的结果：民主在其发展的某个阶段首先把对资本主义进行革命的阶级——无产阶级团结起来，使他们有可能去打碎、彻底摧毁、彻底铲除资产阶级的（哪怕是共和派资产阶级的）国家机器即常备军、警察和官吏，代之以武装的工人群众（然后是人民普遍参加民兵）这样一种更民主的机器，但这仍然是国家机器。

1917年十月革命后，列宁把上述著作中的政治设想变为现实政策。俄罗斯联邦苏维埃政府于11月10日授权内务人民委员会公布关于成立工人民兵的决议：“所有工兵代表苏维埃都应建立工人民兵。工人民兵完全由工人和士兵代表苏维埃管辖。军事和民事当局有义务协助装备工人民兵并为其提供技术力量，直至并包括向其提供武器。本法是通过电报制定的。”11月10日因此也被定为民兵节。但当时民兵机构没有固定的基础，没有明确的人员结构，实际上是志愿的准军事组织。1918年3月，内务人民委员向苏俄政府提出了将民兵重新建立为国家组织的问题。1918年5月10日，内务人民委员会通过法令：“民兵作为执行特殊任务的常设工作人员，民兵的组织应独立于红军，其职能应严格界定。”1918年，在内务人民委员部内成立了全国民兵的最高管理机构——民兵局，后又被提升为民兵总局。1918年7月25日，在水运总局的航运护卫部门基础上，成立了水上民兵，隶属于苏俄内务人民委员会。1918年10月21日，内务人民委员会和司法人民委员会批准了《关于组织苏维埃工农民兵的指示》。1919年2月18日，全俄中央执行委员会批准了《关于铁路警察和铁路安全组织的法令》。1921年12月9日，在捷尔任斯基的倡议下，通过了全俄中央执行委员会和苏俄勞動國防委員會法令，废除了铁路民兵和水上民兵，改组为苏俄交通人民委员部辖下的铁路武装警卫。

## 后续
苏联即将解体时，很多原来将警察称为（militsiya，民兵）的东欧国家和苏联加盟共和国，纷纷把改为（politsiya，警察）。一词在这些国家的使用情况：
- 直到1989年 - 罗马尼亚、匈牙利、安哥拉、阿富汗
- 直到1990年 - 波兰
- 直到1991年 - 保加利亚、阿尔巴尼亚
- 直到1992年 - 格鲁吉亚、阿塞拜疆、摩尔多瓦、爱沙尼亚、拉脱维亚、立陶宛、克罗地亚、斯洛文尼亚、北马其顿、蒙古国
- 直到1993年 - 捷克共和国、斯洛伐克
- 直到1997年 - 南斯拉夫联盟共和国、波斯尼亚和黑塞哥维那
- 直到1998年 - 哈萨克斯坦、土库曼斯坦
- 直到2001年 - 亚美尼亚
- 直到2002年 - 纳戈尔诺-卡拉巴赫共和国
- 直到2011年 - 俄罗斯
- 直到2015年 - 乌克兰
- 目前 - 白俄罗斯、吉尔吉斯斯坦、塔吉克斯坦、乌兹别克斯坦、德涅斯特河沿岸、阿布哈茲、南奥塞梯